# Попов, Андрей Иванович (историк)
Андре́й Ива́нович Попо́в (10 сентября 1953; Куйбышев, СССР — 4 ноября 2022) — советский и российский историк, специалист по истории Древнего Рима и Древней Греции, один из ведущих российских специалистов по истории Отечественной войны 1812 года. Доктор исторических наук (2003), профессор. Профессор кафедры Всеобщей истории Исторического факультета Самарского государственного социально-педагогического университета. Член международного Наполеоновского общества (SNI).
Автор большого числа статей и монографий как по истории Отечественной войны 1812 года, так и в целом по эпохе Наполеоновских войн, в том числе на французском языке.

## Биография
С отличием окончил Куйбышевский государственный педагогический институт им. В. В. Куйбышева. Затем в 1981 году окончил аспирантуру Ленинградского государственного университета имени А. А. Жданова. С 1984 года — старший преподаватель кафедры истории Тобольского педагогического института имени Д. И. Менделеева. Затем профессор, преподаватель кафедры всеобщей истории исторического факультета Самарского государственного социально-педагогического университета. С 2005 года — доцент Самарского государственного педагогического университета. Позже — ведущий научный сотрудник Поволжского филиала Института российской истории РАН.
Изначально специализировался по истории Древнего Рима и Древней Греции. В 1985 году в ЛГУ имени А. А. Жданова под научным руководством доктора исторических наук, профессора Э. Д. Фролова защитил диссертацию на соискание учёной степени кандидата исторических наук по теме «Социальная борьба и политическое развитие Сиракуз в раннеэллинистический период» (специальность 07.00.03 — всеобщая история). Позже сменил область своих научных интересов на изучение истории Отечественной войны 1812 года. В 2003 году в Самарском государственном университете защитил диссертацию на соискание учёной степени доктора исторических наук по теме «Великая армия в России» (специальность 07.00.03 — всеобщая история (новая и новейшая)); официальные оппоненты — доктор исторических наук, профессор В. Г. Сироткин, доктор исторических наук, профессор Д. М. Туган-Барановский и доктор исторических наук, профессор В. Н. Земцов; ведущая организация — Институт военной истории Министерства обороны Российской Федерации. В следующем году защита утверждена Высшей аттестационной комиссией России.
Умер 4 ноября 2022 года. Похоронен на Южном кладбище (6-я линия) в Самаре.

## Отзывы
Историк И. А. Шеин, отмечая новаторский подход и оригинальные суждения по ключевым аспектам изучения похода Великой армии в Россию, характеризует Попова, как приверженца нового направления в историографии той проблемы. Относительно монографии «Великая армия в России. Погоня за миражом» И. А. Шеин, отметив ряд различного характера недостатков и недочётов, в целом констатирует, что «историография Отечественной войны 1812 года пополнилась добросовестным сочинением».
За «круглым столом», организованным Институтом всеобщей истории РАН и Российско-французским центром исторической антропологии им. Марка Блока РГГУ доктор истории адъюнкт-профессор истории Университета штата Флорида (США) Э. М. Вовси и заместитель директора по научной работе Государственного Бородинского военно-исторического музея-заповедника А. В. Горбунов отметили работы Попова в числе трудов российских историков, которые активно ввели в научный оборот трофейные французские документы, хранящиеся в таких ведущих российских хранилищах, как РГАДА, РГВИА, АВПРИ и др., и источники из разных стран, включая частные переписки, рапорты командования, полковые реестры, мемуары и пр., а также наладили сотруднические отношения с разными историческими школами, благодаря чему они в данной тематике «несколько опередили англо-американскую историографию и историографии других стран».

## Семья
- Отец — Иван Владимирович, мать — Зоя Ивановна Поповы[2].
- Жена — Любовь Васильевна. Дети — Денис, Михаил и Дмитрий[2].

## Награды
- Звание лауреата Губернской премии в области науки и техники (8 февраля 2013) — за цикл монографий по Отечественной войне 1812 года.
- Юбилейный крест «За увековечение памяти Отечественной войны 1812 года» (№ 1437)

## Научные труды

### Монографии
- Попов А. И. Великая армия в России. Погоня за миражом. — Министерство образования и науки России; СамГПУ. — Самара: НТЦ, 2002. — 439 с. — ISBN 5-900827-47-X.
- Попов А. И. Смоленские битвы: в 2 томах. — М.: Книга, 2012. — ISBN 978-5-91899-057-5.
  - Т. 1: Сражение за Смоленск. — 102 с.
  - Т. 2: Непредвиденная баталия или стычка, перешедшая в сражение. — 103 с.
- Попов А. И. Война 1812 года. Хроника событий. Дело при Ляхово. — М.: Рейтар, 2000. — 62 с.
- Попов А. И. Первое Полоцкое сражение (боевые действия на Западной Двине в июле—августе 1812 г.). — М.: Книга, 2010. — 120 с. — ISBN 978-5-91899-009-4.
  - Popov A. I. La bataille de Polotsk: opérations sur la Dvina occidentale, août 1812 (фр.) / la traduction N. Goutina. — le Livre chez vous, 2013. — 173 p. — ISBN 978-2-84208-223-9.
- Попов А. И. Первое дело при Красном. — М.: Рейтар, 2007. — 105 с.
- Попов А. И. Война 1812 г. Хроника событий. Львиное отступление. — М.: Рейтар, 2007. — 64 с. — ISBN 5-8067-0040-2.
- Попов А. И. Бородино. Северный фланг. — 2005. — 105 с.
  - Попов А. И. Бородино. Северный фланг. — 2-е изд., испр. и доп. — М.: Рейтар, 2008. — 105 с.
- Попов А. И. Война 1812 года: боевые действия на южном фланге: в 3 томах.
  - Т. 1: Дело при Кобрине. — М.: Книга, 2013. — 144 с. — ISBN 978-5-91899-076-6.
  - Т. 2: Сражение при Поддубье. — М.: Медиа-Книга, 2015. — 104 с.
  - Т. 3: Война на Волыни. — М.: Кн. изд-во, 2016. — 104 с. — (200-летие Отечественной войны 1812 г.). — ISBN 978-5-9908183-0-9.
- Попов А. И. Забытые сражения: отступление русских соединенных армий от Днепра до Бородино. — М.: Кн. изд-во, 2016. — 150 с. — (200-летие Отечественной войны 1812 г.). — ISBN 978-5-9909189-3-1.
- Попов А. И. Второе наступление Великой армии в русской кампании: в 2 томах. — М.: Кн. изд-во, 2017.
  - Т. 1: Бой при Салтановке. — 144 с. — ISBN 978-5-9909706-2-5.
  - Т. 2: Бой при Островно. — 104 с. — ISBN 978-5-9500843-2-4.

### Учебные пособия
- Попов А. И. Бородинское сражение: Боевые действия на северном фланге: Учебное пособие к спецкурсу / Под ред. И. Б. Васильева. — Самара: СамГПУ, 1995. — 108 с. — ISBN 5-8428-0054-3.

### Научная редакция
- 185 лет Отечественной войне 1812 года: Сборник статей / Отв. ред. А. И. Попов. — ИИА Поволжья. — Самара: СамГПУ, 1997. — 136 с. — ISBN 5-8428-0106-X.